# 1583
1583 (MDLXXXIII) byl rok, který dle gregoriánského kalendáře započal sobotou.

## Události
- 5. srpna – Sir Humphrey Gilbert založil první britskou kolonii v Severní Americe (dnes St. John's).
- 16. října – Rudolf II. přesídlil do Prahy
- pravoslavný Jeruzalémský koncil
- Město Třebíč obdrželo městské zřízení, městská rada se tak stala nástrojem vrchnosti.

### Probíhající události
- 1558–1583 – Livonská válka
- 1562–1598 – Hugenotské války
- 1568–1648 – Osmdesátiletá válka
- 1568–1648 – Nizozemská revoluce

## Narození
Česko
- 14. září – Albrecht z Valdštejna, český vojevůdce a politik († 25. února 1634)
- ? – Pavel Stránský ze Stránky u Zap, český exulantský spisovatel († 1657)
- ? – Pavel Skála ze Zhoře, český exulantský spisovatel a historik († po r. 1640)

Svět
- 8. dubna – Mikuláš Esterházi, uherský šlechtic († 11. září 1645)
- 10. dubna – Hugo Grotius, holandský právník, dramatik a básník († 28. srpna 1645)
- 16. června – Axel Oxenstierna, švédský politik († 28. srpna 1654)
- 10. července – Pavel Skála ze Zhoře, český exulantský spisovatel a historik († 1640)
- 21. srpna – Eleonora Pruská, pruská princezna, braniborská kurfiřtka († 9. dubna 1607)
- 14. září – Albrecht z Valdštejna, český šlechtic a vojevůdce († 1634)
- 9. září – Girolamo Frescobaldi, italský hudební skladatel a varhaník († 1. března 1643)
- 25. prosince – Orlando Gibbons, anglický renesanční skladatel a varhaník († 5. června 1625)
- ? – Jan Jiří z Arnimu, saský polní maršál († 28. dubna 1641)
- ? – Philip Massinger, anglický dramatik († 17. března 1640)
- ? – Pieter Lastman, holandský malíř († 4. dubna 1633)
- ? – Juraj III. Druget, uherský šlechtic († 21. červen 1620)

## Úmrtí
Česko
- 23. března – Matěj Dvorský z Hájku, český teolog, rektor Univerzity Karlovy (* 1520)

Svět
- 25. dubna – Anna Marie Bádenská, manželka Viléma z Rožmberka (* 22. května 1562)
- 6. července – Edmund Grindal, arcibiskup z Canterbury (* 1519)
- 25. července – Pietro Berno, švýcarský jezuitský misionář (* 1552)
- 7. září – Nurbanu Sultan, manželka sultána Selima II., matka sultána Murada III., Valide Sultan (*1525)
- 9. září – Humphrey Gilbert, anglický mořeplavec (* 1539)
- 16. září – Kateřina Jagellonská, švédská královna (* 1. listopadu 1526)
- ? – Wen Ťia, čínský malíř (* 1501)

## Hlavy států
- České království – Rudolf II.
- Svatá říše římská – Rudolf II.
- Papež – Řehoř XIII.
- Anglické království – Alžběta I.
- Francouzské království – Jindřich III.
- Polské království – Štěpán Báthory
- Uherské království – Rudolf II.
- Osmanská říše – Murad III.
- Perská říše – Muhammad Chodábende